# Thisted (khu tự quản)

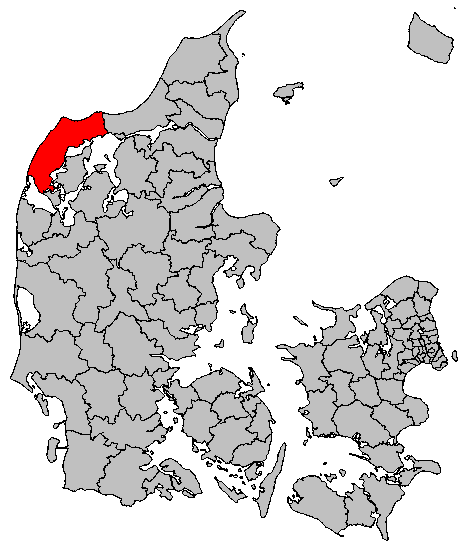
Vị trí trên bản đồ

Khu tự quản Thisted là một khu tự quản (tiếng Đan Mạch: Kommune) tại vùng Bắc Đan Mạch, Đan Mạch. Khu tự quản này có diện tích 1.072 km², và có tổng số dân là 45.549 người (năm 2008). Thị trưởng của khu tự quản là Erik Hove Olesen, một thành viên của Đảng Dân chủ Xã hội (Socialdemokraterne). Thị xã chính và nơi đóng trụ sở của hội đồng khu tự quản là thị xã Thisted.
Ngày 01 tháng 1 năm 2007, khu tự quản Thisted được lập, là kết quả của Kommunalreformen ("Cải cách khu tự quản" năm 2007), sáp nhập của các khu tự quản Hanstholm và Sydthy  để tạo thành một khu tự quản Thisted mới.